# انحدار (فلم)
انحدار (بالإنجليزية: Downhill) هو فيلم درامي كوميدي أمريكي أُنتج عام 2020 من إخراج نات فاكسون وجيم راش.
عُرض فيلم انحدار لأول مرة عالميًا في مهرجان صاندانس السينمائي في 26 يناير 2020، وعُرض مسرحيًا في 14 فبراير 2020 بواسطة فوكس سيرش لايت بيكتشرز، وهو أول فيلم يُطلق تحت اسم الاستوديو الجديد بعد استحواذ ديزني على تونتي فرست سينتشوري فوكس. حصل الفيلم على آراء متباينة من النقاد و حقق 8 ملايين دولار في جميع أنحاء العالم.

## قصة
بينما تحاول عائلة الهروب من منحدر جليدي مميت، يستكشف الزوجين معاً علاقتهما العاطفية، وتتغير مفاهيمهما ومشاعرهما تجاه الآخر.

## الممثلين
| الرقم | الممثل(ة)         | الدور |
| ----- | ----------------- | ----- |
| 1     | ويل فاريل         | بيت   |
| 2     | جوليا لويس دريفوس | بيلي  |
| 3     | هيلين كاردونا     |       |
| 4     | كريستوفر هافجي    |       |
| 5     | زاك وودز          |       |
| 6     | ميراندا أوتو      |       |

## روابط خارجية
مقالات تستعمل روابط فنية بلا صلة مع ويكي بيانات

لا توجد روابط لمواقع التواصل الاجتماعي.